# Epilobocera sinuatifrons
La buruquena (Epilobocera sinuatifrons) es una especie de cangrejo marrón rojado de agua dulce de la familia Pseudothelphusidae. Es endémica de las riberas de Puerto Rico y las Islas Vírgenes de los Estados Unidos, por donde está ampliamente distribuida.

## Ciclo biológico
A diferencia de otras especies de cangrejos de agua dulce, la buruquena puertorriqueña no es migradora, su estado larval se completa antes de la eclosión del huevo, que queda adherido al abdomen de la hembra. Las demás especies de decápodos de agua dulce que habitan en la isla son anfídromas, liberan las larvas en las partes altas de los cuerpos de agua dulce y son arrastrados por la corriente hasta el mar. Una vez en el estuario u océano estas larvas sufren metamorfosis y los juveniles migran aguas arriba nuevamente.

## Declive y conservación
Hace unos 10 000 años, las islas de Puerto Rico y Santa Cruz estuvieron conectadas por tierra. Se sabe que la buruquena abundaba en la isla de Puerto Rico y era consumida habitualmente por sus habitantes. El Servicio de Pesca y Vida Silvestre de los Estados Unidos recomendó la preservación de la especie, mientras que el gobierno local de Puerto Rico realiza esfuerzos para conservarla.